# GHS危険性報告
GHS危険性報告（GHSきけんせいほうこく）、危険有害性情報（英: hazard statements）は、化学品の分類と表示に関する世界調和システム （GHS）の一部で、さまざまな言語に翻訳できる化学物質および混合物の危険性に関する一連の標準化されたフレーズを形成することを目的としている。その結果、それらは、置き換えを目的とし、広く知られているリスクフレーズと同じ目的を果たしている。 
危険性報告は、GHSの下でのコンテナのラベル付けの主要な要素の1つであり、次のものも含まれている。 
- 製品の識別 ID
- 1つ以上のハザードピクトグラム （ 必要な場合 ）
- 注意 喚起語– 危険または警告 –必要な場合
- ユーザーへのリスク（および他の人と一般環境へのリスク）を最小限に抑えるための製品の取り扱い方法を示す注意書き
- サプライヤー（製造業者または輸入業者である可能性がある）のID

各危険性報告及び各危険表示は、文字 H から始まり、3 桁の数字が続くコードとして指定される。関連する危険に対応するための報告書はコード番号でグループ化されるため、番号は連続していない。例えば、このコードは、翻訳を支援するために参照目的で使用されているが、ラベルや安全データシートに表示される実際の表現である。

## 物理化学的危険性
| コード | 概要                                                                      |
| ------ | ------------------------------------------------------------------------- |
| H200   | 不安定爆発物                                                              |
| H201   | 爆発物；大量爆発危険性                                                    |
| H202   | 爆発物；激しい飛散危険性                                                  |
| H203   | 爆発物；火災、爆風または飛散危険性                                        |
| H204   | 火災または飛散危険性                                                      |
| H205   | 火災時に大量爆発のおそれ                                                  |
| H206   | 火災、爆風または飛散危険性；鈍性化剤が減少した場合には爆発の危険性の増加  |
| H207   | 火災または飛散危険性；鈍性化剤が減少した場合には爆発の危険性の増加        |
| H208   | 火災危険性；鈍性化剤が減少した場合には爆発の危険性の増加                  |
| H220   | 極めて可燃性の高いガス                                                    |
| H221   | 可燃性ガス                                                                |
| H222   | 極めて可燃性の高いエアゾール                                              |
| H223   | 可燃性エアゾール                                                          |
| H224   | 極めて引火性の高い液体および蒸気                                          |
| H225   | 引火性の高い液体および蒸気                                                |
| H226   | 引火性の液体および蒸気                                                    |
| H227   | 可燃性液体                                                                |
| H228   | 可燃性固体                                                                |
| H229   | 高圧容器：熱すると破裂のおそれ                                            |
| H230   | 空気が無くても爆発的に反応するおそれ                                      |
| H231   | 圧力および/または温度が上昇した場合、空気が無くても爆発的に反応するおそれ |
| H232   | 空気に触れると自然発火のおそれ                                            |
| H240   | 熱すると爆発のおそれ                                                      |
| H241   | 熱すると火災または爆発のおそれ                                            |
| H242   | 熱すると火災のおそれ                                                      |
| H250   | 空気に触れると自然発火                                                    |
| H251   | 自己発熱；火災のおそれ                                                    |
| H252   | 大量の場合自己発熱；火災のおそれ                                          |
| H260   | 水に触れると自然発火するおそれのある可燃性ガスを発生                      |
| H261   | 水に触れると可燃性ガスを発生                                              |
| H270   | 発火または火災助長のおそれ；酸化性物質                                    |
| H271   | 火災または爆発のおそれ；強酸化性物質                                      |
| H272   | 火災助長のおそれ；酸化性物質                                              |
| H280   | 高圧ガス；熱すると爆発のおそれ                                            |
| H281   | 深冷液化ガス；凍傷または傷害のおそれ                                      |
| H290   | 金属腐食のおそれ                                                          |

## 健康有害性
| コード         | 概要 |
| -------------- | --- |
| H300           | 飲み込むと生命に危険 |
| H301           | 飲み込むと有毒 |
| H302           | 飲み込むと有害 |
| H303           | 飲み込むと有害のおそれ |
| H304           | 飲み込んで気道に侵入すると生命に危険のおそれ |
| H305           | 飲み込んで気道に侵入すると有害のおそれ |
| H310           | 皮膚に接触すると生命に危険 |
| H311           | 皮膚に接触すると有毒 |
| H312           | 皮膚に接触すると有害 |
| H313           | 皮膚に接触すると有害のおそれ |
| H314           | 重篤な皮膚の薬傷・眼の損傷 |
| H315           | 皮膚刺激 |
| H316           | 軽度の皮膚刺激 |
| H317           | アレルギー性皮膚反応を起こすおそれ |
| H318           | 重篤な眼の損傷 |
| H319           | 強い眼刺激 |
| H320           | 眼刺激 |
| H330           | 吸入すると生命に危険 |
| H331           | 吸入すると有毒 |
| H332           | 吸入すると有害 |
| H333           | 吸入すると有害のおそれ |
| H334           | 吸入するとアレルギー、喘息または呼吸困難を起こすおそれ |
| H335           | 呼吸器への刺激のおそれ |
| H336           | 眠気またはめまいのおそれ |
| H340           | 遺伝性疾患のおそれ （他の経路からのばく露が有害でないことが決定的に証明されている場合、有害なばく露経路を記載する）                                                                                     |
| H341           | 遺伝性疾患のおそれの疑い （他の経路からのばく露が有害でないことが決定的に証明されている場合、有害なばく露経路を記載する）                                                                               |
| H350           | 発がんのおそれ （他の経路からのばく露が有害でないことが決定的に証明されている場合、有害なばく露経路を記載する）                                                                                         |
| H351           | 発がんのおそれの疑い （他の経路からのばく露が有害でないことが決定的に証明されている場合、有害なばく露経路を記載する）                                                                                   |
| H360           | 生殖能または胎児への悪影響のおそれ （もしわかればすべての影響を受ける臓器を挙げる）（他の経路からのばく露が有害でないことが決定的に証明されている場合、有害なばく露経路を記載する）                     |
| H361           | 生殖能または胎児への悪影響のおそれの疑い （もしわかればすべての影響を受ける臓器を挙げる）（他の経路からのばく露が有害でないことが決定的に証明されている場合、有害なばく露経路を記載する）               |
| H361d          | 胎児に損傷を与える疑い |
| H360D          | 胎児に損傷を与える可能性 |
| H361f          | 生殖能力に悪影響を与える疑い |
| H360F          | 生殖能力を損なう可能性 |
| H362           | 授乳中の子に害を及ぼすおそれ |
| H370           | 臓器の障害 （もしわかればすべての影響を受ける臓器を挙げる）（他の経路からのばく露が有害でないことが決定的に証明されている場合、有害なばく露経路を記載する）                                             |
| H371           | 臓器の障害のおそれ （もしわかればすべての影響を受ける臓器を挙げる）（他の経路からのばく露が有害でないことが決定的に証明されている場合、有害なばく露経路を記載する）                                     |
| H372           | 長期にわたる、または反復ばく露による臓器の障害 （もしわかればすべての影響を受ける臓器を挙げる）（他の経路からのばく露が有害でないことが決定的に証明されている場合、有害なばく露経路を記載する）         |
| H373           | 長期にわたる、または反復ばく露による臓器の障害のおそれ （もしわかればすべての影響を受ける臓器を挙げる）（他の経路からのばく露が有害でないことが決定的に証明されている場合、有害なばく露経路を記載する） |
| H300+H310      | 飲み込んだ場合や皮膚に接触した場合は生命に危険 |
| H300+H330      | 飲み込んだ場合や吸入した場合は生命に危険 |
| H310+H330      | 皮膚に接触した場合や吸入した場合は生命に危険 |
| H300+H310+H330 | 飲み込んだ場合や皮膚に接触した場合や吸入した場合は生命に危険 |
| H301+H311      | 飲み込んだ場合や皮膚に接触した場合は有毒 |
| H301+H331      | 飲み込んだ場合や吸入した場合は有毒 |
| H311+H331      | 皮膚に接触した場合や吸入した場合は有毒 |
| H301+H311+H331 | 飲み込んだ場合や皮膚に接触した場合や吸入した場合は有毒 |
| H302+H312      | 飲み込んだ場合や皮膚に接触した場合は有害 |
| H302+H332      | 飲み込ん場合や吸入した場合は有害 |
| H312+H332      | 皮膚に接触した場合や吸入した場合は有害 |
| H302+H312+H332 | 飲み込んだ場合や皮膚に接触した場合や吸入した場合は有害 |
| H303+H313      | 飲み込んだ場合や皮膚に接触した場合は有害のおそれ |
| H303+H333      | 飲み込んだ場合や吸入した場合は有害のおそれ |
| H313+H333      | 皮膚に接触した場合や吸入した場合は有害のおそれ |
| H303+H313+H333 | 飲み込んだ場合や皮膚に接触した場合や吸入した場合は有害のおそれ |
| H315+H320      | 皮膚および眼刺激 |

## 環境有害性
| コード | 概要                                         |
| ------ | -------------------------------------------- |
| H400   | 水生生物に非常に強い毒性                     |
| H401   | 水生生物に毒性                               |
| H402   | 水生生物に有害                               |
| H410   | 長期継続的影響により水生生物に非常に強い毒性 |
| H411   | 長期継続的影響により水生生物に毒性           |
| H412   | 長期継続的影響により水生生物に有害           |
| H413   | 長期継続的影響により水生生物に有害のおそれ   |
| H420   | オゾン層を破壊し、健康および環境に有害       |
| H433   | 陸生脊椎動物に有害                           |

## 国・地域固有の危険性報告

### 欧州連合
欧州連合（EU）はGHSをCLP規則に通して実施されている。しかし、危険物質指令に基づく古いシステムは2015年6月まで並行して使用されてきた。GHSの下で単純な同等物を持たない一部のRフレーズは、CLP規制の下で保持されている。以下の番号は、以前のRフレーズに基づくものである。

#### 物理的特性
- EUH001：乾燥すると爆発性を持つ
- EUH006：空気との接触の有無にかかわらず、CLPの技術進歩に対する4番目の適応で削除された爆発物である
- EUH014：水と激しく反応しする
- EUH018：使用中は可燃性/爆発性の蒸気-空気混合物を形成する可能性がある
- EUH019：爆発性過酸化物を形成する可能性がある
- EUH044：閉じ込められて加熱された場合の爆発の危険性がある

#### 健康特性
- EUH029：水と接触すると有毒ガスが発生する
- EUH031：酸と接触すると有毒ガスが発生する
- EUH032：酸と接触によって非常に有毒ガスが発生する
- EUH066：繰り返し曝露すると、皮膚の乾燥またはひび割れを引き起こす可能性がある
- EUH070：目との接触による有毒性がある
- EUH071：気道に対して腐食性がある

#### 環境特性
- EUH059：（CLPの技術進歩への2番目の適応でGHSクラス5.1に取って代わられた）オゾン層に有害

#### その他のEU危険性報告
非常に特殊な状況での使用を意図した他のいくつかの危険性報告もCLP規則の下で保持されている。この場合、EU固有の危険性報告の番号付けは、「EU」接頭辞が含まれていない場合、GHS危険性報告と一致する可能性があることに注意する必要がある。
- EUH201：鉛が含まれています。子供が噛んだり吸い込んだりしやすい表面には使用しないでください。
- EUH201A：警告！鉛が含まれています。
- EUH202：シアノアクリレート。危険。皮膚と目を数秒で接着します。子供の手の届かないところに保管してください。
- EUH203：クロム（VI）を含みます。アレルギー反応を起こすことがあります。
- EUH204：イソシアネートが含まれています。アレルギー反応を起こすことがあります。
- EUH205：エポキシ成分を含みます。アレルギー反応を起こすことがあります。
- EUH206：警告！他の製品と併用しないでください。危険なガス（塩素）を放出することがあります。
- EUH207：警告！カドミウムが含まれています。使用中に危険な煙が発生します。メーカーが提供する情報を参照してください。安全上の注意事項を遵守してください。
- EUH208：< 感作性物質の名前 >を含みます。アレルギー反応を起こすことがあります。
- EUH209：使用中に非常に可燃性になる可能性があります。
- EUH209A：使用中に可燃性になる可能性があります。
- EUH210：リクエストに応じて利用可能な安全データシートがあります。
- EUH401：人の健康と環境へのリスクを回避するために、使用説明書に従ってください。

### オーストラリア
GHSはオーストラリアで2012年1月1日から採用され、2017年1月1日現在、対観的な労働安全衛生法(ビクトリア州と西オーストラリア州を除く)を採用した州と地域で義務化された。有害化学物質の安全データシート作成に関する国家行動規範には、以下のとおり12のオーストラリア固有のGHS危険性報告が含まれている。

#### 物理的危険に関する記述
- AUH001: 水分がないときに爆発性を持つ
- AUH006: 空気との接触の有無に関らずに爆発性を持つ
- AUH014: 水と激しく反応する
- AUH018: 使用中に可燃性/爆発性蒸気 - 空気混合物を形成することがある
- AUH019: 爆発性過酸化物を形成する可能性がある
- AUH044: 密閉状態で加熱した場合爆発の危険性がある

#### 人の健康への影響に関する報告
- AUH029: 水と接触すると有毒ガスが発生する
- AUH031: 酸と接触すると有毒ガスが発生する

#### 追加のGHS以外の危険性報告
- AUH032: 酸と接触すると非常に有毒なガスが発生する
- AUH066: 繰り返し露光すると、皮膚の乾燥やひび割れを引き起こす可能性がある
- AUH070: 眼との接触による毒性がある
- AUH071: 気道への腐食性がある

### ニュージーランド
2009年3月現在、1996年の有害物質・新生物法に基づく関連するニュージーランドの規制では、危険有害物質に必要な正確な文言は規定されていない。しかし、ニュージーランド分類体系には、GHS Rev.2 に含まれていない環境危険の 3 つの分類が含まれている。
- 土壌環境への環境毒性
- 陸上脊椎動物への環境毒性
- 陸上無脊椎動物に対する環境毒性

これらは、ニュージーランドの分類体系の分類9.2～9.4で、危険度に応じて下位分類に分かれている。下位分類9.2Dの物質(「土壌環境においてわずかに有害な物質」)は危険物である必要はなく、他の下位分類の物質は一般的な危険度と一般的な種類の危険を示す必要がある。